# Юрковський лиман
Юрковський лиман — ландшафтний заказник місцевого значення. Об'єкт розташований на території Оріхівського району Запорізької області, на північний-захід від села Юрківка.
Площа — 128,85 га, статус отриманий у 2002 році.
Заказник належить до переліку природно-заповідних територій, особливо важливих для збереження біорізноманіття Запорізької області.